# Laura Palmer
Pour les articles homonymes, voir Palmer.

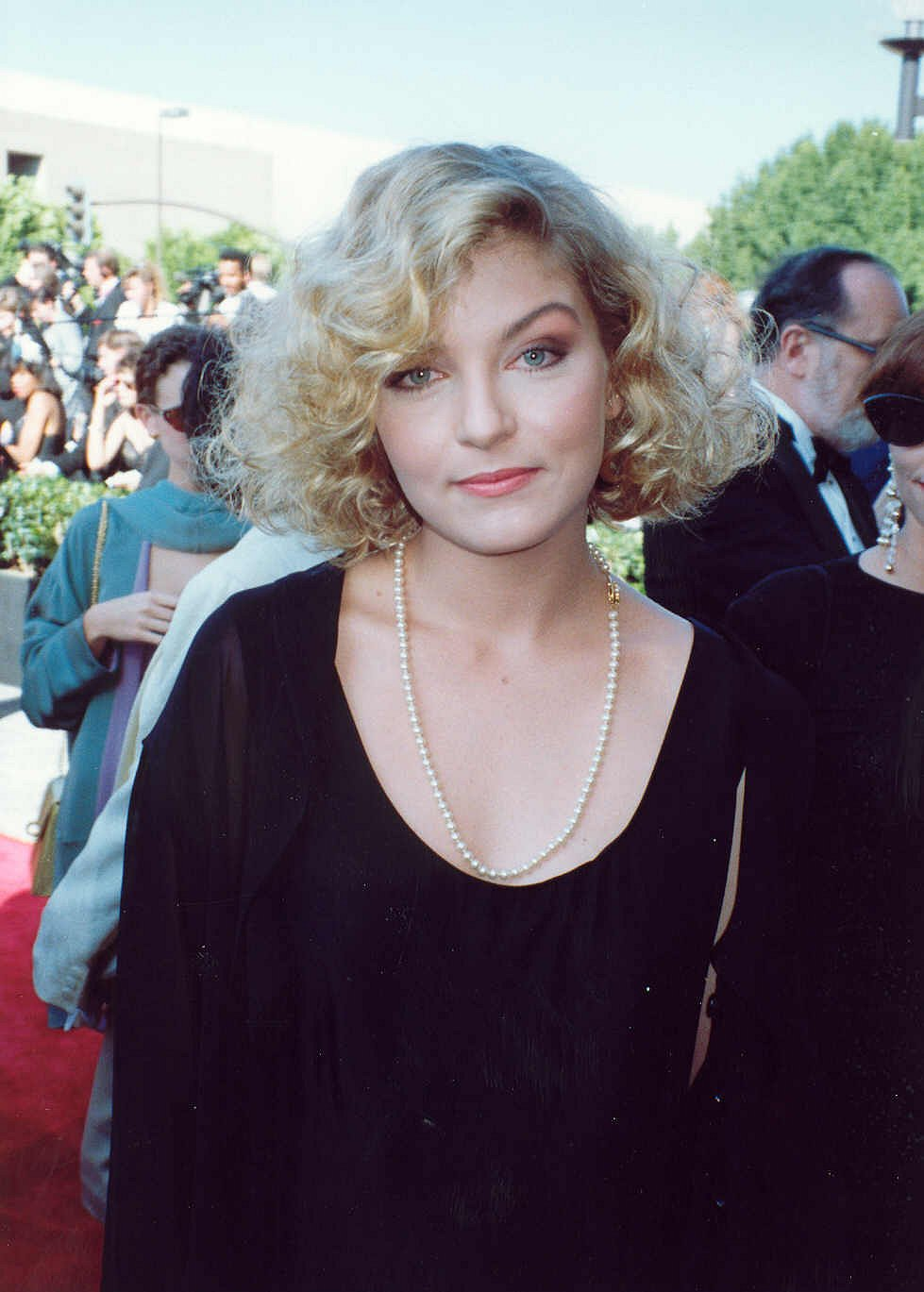
Sheryl Lee.

Laura Palmer est un personnage de fiction créé par David Lynch et Mark Frost et apparaissant dans la série Twin Peaks et dans le film Twin Peaks: Fire Walk with Me. Dans la série et dans le film, elle est interprétée par Sheryl Lee, qui joue également Maddy Ferguson, la cousine et sosie de Laura.

## Le personnage

### Description
Laura est une jeune fille, lycéenne, très appréciée dans la ville de Twin Peaks. Elle est bénévole dans un service de repas à domicile ; très populaire dans son lycée, elle est chouchoutée par ses parents, Sarah et Leland Palmer.
Au fil des épisodes, une personnalité plus trouble se révèle : Laura menait une double vie, on apprend qu'elle était cocaïnomane, qu'elle a été victime d'abus sur mineur et qu'elle a brièvement travaillé au One Eyed Jack, maison de passe proche de la frontière canadienne. Officiellement en couple avec Bobby Briggs, elle a également une liaison secrète avec James Hurley, ainsi que des relations sexuelles avec plusieurs habitants de Twin Peaks tels que Benjamin Horne ou Leo Johnson.

### Dans la série
L'épisode pilote de la série s'ouvre sur la découverte du cadavre de Laura Palmer, nu et enveloppé dans du plastique, sur le rivage d'une rivière ; cette découverte va amener l'agent spécial Dale Cooper à gagner Twin Peaks pour y mener l'enquête. La résolution de l'affaire est donc le moteur principal de la série (bien que de nombreuses histoires parallèles se développent et s'entrecroisent) jusqu'au septième épisode de la deuxième saison (soit le quatorzième épisode de la série) dans lequel le meurtre est résolu. Le développement ultérieur de l'histoire reste néanmoins lié au personnage de Laura Palmer.
Laura Palmer n'apparaît donc pas en tant que telle dans la série, sinon sous la forme de photographies, dans le rêve de Dale Cooper où elle donne des indices énigmatiques et dans la Loge Noire à la fin de la série.

### Dans le film
Après avoir réalisé la série, David Lynch a eu envie de développer le personnage de Laura Palmer : il confie « être amoureux du personnage de Laura Palmer et de ses contradictions » et « vouloir la voir vivre, bouger et parler ». Cette envie est partagée par Sheryl Lee qui souhaite également pouvoir faire vivre son personnage esquissé dans la série.
Le film qui, comme son titre français l'indique (Twin Peaks : Les Sept Derniers Jours de Laura Palmer), revient sur la semaine précédant la mort de Laura Palmer, développe donc le thème de la double vie de Laura Palmer et des persécutions qu'elle subit du fait d'une entité démoniaque nommée Bob qui tente de s'infiltrer dans son esprit dans le but de la posséder (ce qu'elle fait déjà partiellement, d’où les dérives et addictions de Laura). Elle subit également des viols répétés du démon qui utilise son père Leland comme réceptacle.

### Dans une fiction littéraire
Jennifer Lynch, fille de David Lynch, a écrit en 1990 Le Journal secret de Laura Palmer (The Secret Diary of Laura Palmer), spin-off littéraire basé sur la série et le film, imaginant ce que pouvait contenir le journal intime secret de Laura mentionné dans la série.